# Singengu Julu
Singengu Julu is een bestuurslaag in het regentschap Mandailing Natal van de provincie Noord-Sumatra, Indonesië. Singengu Julu telt 364 inwoners (volkstelling 2010).